# Bruce Jarchow
Bruce Jarchow est un acteur américain né le 19 mai 1948 à Evanston, Illinois (États-Unis).

## Filmographie
- 1980 : Quelque part dans le temps (Somewhere in Time) : Bones, in 1912
- 1980 : Avery Schreiber Live from the Second City (TV)
- 1980 : My Bodyguard de Tony Bill : Roberto
- 1981 : Continental Divide, de Michael Apted : Hellinger
- 1986 : The Manhattan Project de Marshall Brickman : Interogator (Nuclear Emergency Search Team)
- 1987 : Radio Days : Ad Men
- 1987 : Take Five (série télévisée) : Monty
- 1988 : Big : Photographer
- 1988 : Fantômes en fête (Scrooged) : Wayne
- 1990 : Ghost : Lyle Furgeson
- 1991 : Le Docteur (The Doctor) de Randa Haines : Tim
- 1991 : Mariés, deux enfants (La course aux courses - 1re & 2e partie (You Better Shop Around - Part 1 & 2) : Gérant du Magasin "Foodies"
- 1993 : Flingueur et glory (Mad Dog and Glory) : Detective at Crime Scene
- 1993 : Ma vie (My Life) : Walter
- 1994 : Les Maîtres du monde (The Puppet Masters) de Stuart Orme : Barnes
- 1995 : Alerte ! (Outbreak) : Dr. Mascelli
- 1994 : Code Lisa ("Weird Science") (série télévisée) : Principal Scampi (1997)
- 1998 : Drôles de Papous (Krippendorf's Tribe) : Andrews
- 1998 : Sour Grapes : Dr. Dean
- 1998 : Le 'Cygne' du destin (Music from Another Room) : Richard
- 1999 : The Norm Show (série télévisée) : Anthony Curtis (1999)
- 2001 : Betaville : Headmaster
- 2005 : The Weather Man : Viewer
- 2006 : Desperate Housewives : Saison 2, épisode 17, Samuel (avocat de Andrew VanDeCamp)